# Nevo comedonico
Il nevo comedonico è un tumore annessiale benigno dell'infundibolo follicolare.

## Epidemiologia
Si tratta di un tumore raro che si può presentare alla nascita o svilupparsi successivamente. Tende a crescere più rapidamente durante l'adolescenza. Non sembra esservi differenza tra i sessi. La prevalenza è stimata in 1 caso ogni 45.000-100.000 persone.

## Eziopatogenesi
La causa del nevo comedonico è sconosciuta. Si pensa che sia il risultato di mosaicismo cutaneo. In alcuni nevi sono state riscontrate mutazioni del gene FGFR2.

## Istologia
Le lesioni sono formate da un follicolo pilosebaceo rudimentale con un cratere sovrastante pieno di cheratina ossidata.

## Clinica
Si presenta come una papula singola o più frequentemente come un gruppo di papule simili a comedoni, nerastre, con tappo di cheratina ossidata centrale e di dimensioni variabili da pochi millimetri a diversi centimetri. Le lesioni possono essere distribuite in una singola chiazza, in chiazze multiple, in formazioni lineari e possono seguire le linee di Blaschko; possono essere unilaterali o bilaterali. Si localizza al viso, collo e meno frequentemente a tronco, braccia, polsi e palmi delle mani.
Possibili complicanze includono lo sviluppo di acne, sovrainfezioni batteriche e ascessi.
Si può associare alla sindrome del nevo comedonico.

## Diagnosi
La diagnosi si fonda sull'esame obiettivo.

## Trattamento
È necessario rimuoverla per escissione chirurgica al fine di effettuare un esame istopatologico e confermare la diagnosi oltre che per ragioni estetiche. È possibile utilizzare anche trattamenti laser o terapie topiche con acido salicilico, ammonio lattato o tretinoina. Le sovrainfezioni vanno trattate con antibiotici e gli ascessi con drenaggio chirurgico.

## Prognosi
Si tratta di una lesione benigna.